# Rudolf (schip, 1922)
De Rudolf was een Zweeds stoomvrachtschip van 2.119 ton dat op 2 december 1939 tot zinken werd gebracht door een torpedo die was afgevuurd door de U-56 onder bevel van Wilhelm Zahn.
Het schip werd gebouwd door Blyth Shipbuilding & Drydock Co. Ltd., Blyth, voor J. Ridley Son & Tully - Tyneside Line, Newcastle-Upon-Tyne, en werd in september 1922 te water gelaten als Shildon. In 1936 werd het schip verkocht aan Zweden en herdoopt als Rudolf met als eigenaar Rederi-A/B Bifrost (J. R. Trapp), Göteborg, Zweden. Daar had de Rudolf ook haar thuishaven. Haar laatste reis begon op 2 december 1939 vanuit West-Hartlepool met als bestemming Malmö, Zweden. Ze was geladen met 2.760 ton steenkool. Haar bemanning bestond uit 23 bemanningsleden, onder wie acht Zweden, met kapitein Bertil Persson als gezagvoerder.
- 2119 grt.
- Lengte: 88 m
- Breedte: 13 m.

## Geschiedenis
Omstreeks 23.15 uur werd de Rudolf getroffen door een torpedo van de U-56, nadat het schip door de onderzeeër om 22.30 uur was waargenomen zonder zichtbare markering of vlag van welke nationaliteit ook. Zweden was overigens neutraal, en zou dat tijdens de gehele Tweede Wereldoorlog blijven.
De torpedo trof het achterschip, dat bij de daaropvolgende explosie uiteen werd gereten. Hierbij kwamen negen bemanningsleden om. De 14 overlevenden verlieten het zinkende schip in twee reddingssloepen en bleven in de nabijheid van hun schip dat na ongeveer een uur zonk in positie 56°15' N. en 01°25' W. Zes overlevenden van één reddingsboot werden op dezelfde dag opgepikt door de Britse trawler Cardew, die hen aan land bracht in Dundee. De acht manschappen in de andere sloep werden gered op 4 december door het Zweedse stoomshandelsschip Gunlög dat hen naar Newcastle in Noord-Oost Engeland bracht.